# Luísa Diogo
Luísa Dias Diogo (11 de abril de 1958) é uma economista moçambicana e política filiada ao partido FRELIMO. Foi Ministra do Plano e Finanças entre 1999 e 2005 do Governo de Moçambique e, a partir de fevereiro de 2004, com a demissão do então Primeiro Ministro Pascoal Mucumbi, acumulou aquela pasta com a de Primeira Ministra. Foi exonerada, junto com todo o Governo em Janeiro de 2005, na sequência das eleições gerais de Dezembro de 2004. Em Fevereiro de 2005, foi nomeada de novo Primeira Ministra pelo recém-empossado Presidente Armando Guebuza.
Foi exonerada em Janeiro de 2010 pelo reeleito Presidente Guebuza e substituída por Aires Ali.
Desde então tem sido nomeada como gestora de topo em várias empresas. Em 2012 tornou-se do Conselho de Administração (PCA) do Barclays Bank de Moçambique, actual Absa Bank Moçambique, SA. Em 2018 foi nomeada presidente do Parque Industrial de Beluluane.
Em 2013 publicou o livro A Sopa da Madrugada no qual descreve a sua experiência governativa entre 1994 e 2009.
Foi pré-candidata nas eleições internas do FRELIMO em 2014, sendo vencida na segunda volta pelo futuro presidente Filipe Nyusi.